# Volkmar Leif Gilbert
Volkmar Leif Gilbert (* 1991 in Königs Wusterhausen) ist ein deutscher Schauspieler und Synchronsprecher.

## Leben
Volkmar Leif Gilbert, der zunächst unter seinem bürgerlichen Namen Volkmar Welzel auftrat, absolvierte seine Schauspielausbildung von 2009 bis 2012 an der Schauspielschule Charlottenburg, die er mit Diplom und Bühnenreifeprüfung abschloss. Außerdem erhielt er Gesangs- und Tanzunterricht und besuchte mehrere Coachings bei der Berliner Schauspielagentur „Die Tankstelle“. Ab 2016 studierte er drei Semester Kindheitspädagogik.
Nach seiner Ausbildung begann seine Theaterlaufbahn 2012 beim Berliner Kindertheater „Theater Morgenstern“. Anschließend war er an den Schauspielbühnen Stuttgart (Komödie im Marquardt, Altes Schauspielhaus Stuttgart) engagiert. In der Spielzeit 2013/14 erhielt er dort den Publikumspreis „Bester Nachwuchsschauspieler“, unter anderem für seine Mitwirkung als Gymnasiast Ernst Röbel im Musical Frühlings Erwachen in einer Inszenierung von Ryan McBryde.
Beim Theatersommer Ludwigsburg spielte er 2014, an der Seite von Astrid Polak, die männliche Titelrolle in Harold und Maude. Von Oktober bis Dezember 2014 verkörperte er am Kammertheater Karlsruhe den jungen Studenten 	Cliff Bradshaw im Musical Cabaret.
Seit 2015 gehört er zum Ensemble des Boulevardtheaters Dresden, wo er zunächst in mehreren Kinder- und Jugendtheaterstücken auftrat. Am Boulevardtheater Dresden wirkte er auch in der Musical-Show Die Fete endet nie… in der Rolle des jungen Pierre mit. Seit September 2018 spielt er dort die Rolle des Junggesellen Jack Chesney in der erfolgreichen Boulevardkomödie Charleys Tante. Seit Januar 2019 steht er dort in der Wiederaufnahme der Produktion erneut auf der Bühne des Boulevardtheaters Dresden.
Volkmar Leif Gilbert tritt außerdem als Clown und Pantomime mit eigenen Programm auf und wirkt in theaterpädagogischen Projekten (z. B. [blu:boks] Berlin, Theater aus dem Koffer) mit.
Gilbert stand auch in Kurzfilmen, Filmprojekten und verschiedenen TV-Produktionen vor der Kamera. In dem mehrfach ausgezeichneten Kurzfilm It´s consuming me von Kai Stänicke hatte er seine erste Rolle vor der Kamera. Für die ZDF-Reihe „Das kleine Fernsehspiel“ drehte er  Operation Naked (2016) von Mario Sixtus. In dem Kurzfilm Curiosity killed the Cat, der am 26. Januar 2019 auf ONE gesendet wurde, spielte Gilbert die männliche Hauptrolle des André, der durch Drogenkonsum sein monotones Leben verbessern möchte. Ab Mai 2019 (Folge 2891) übernahm Gilbert bis Oktober 2019 (Folge 2989) die Rolle des Studenten Laurenz Merz in der ARD-Telenovela Rote Rosen. Er ersetzte Julian Brodacz, der die Rolle aus gesundheitlichen Gründen abgeben musste. In der auf arte ausgestrahlten sechsteiligen TV-Serie Die Neue Zeit (2019) über die Gründerjahre des Staatlichen Bauhauses in Weimar verkörperte er in einer Nebenrolle, an der Seite von Sebastian Blomberg als Bildungsminister Max Greil, den jungen Parlamentarier Scheicher.
Gilbert ist außerdem als Synchronsprecher tätig. Für den oscarnominierten Animationsfilm Ich habe meinen Körper verloren von Jérémy Clapin lieh er im Jahre 2019 der Hauptrolle Naoufel seine Stimme.
Gilbert ist Mitglied im Bundesverband Schauspiel (BFFS) und lebt in Berlin.

## Filmografie (Auswahl)
- 2012: Der Gründer (Spielfilm)
- 2012: It’s consuming me (Kurzfilm)
- 2016: Operation Naked (Fernsehfilm)
- 2017: Conspiracy Theory (Kurzfilm)
- 2018: Herzkino.Märchen: Schneeweißchen und Rosenrot (Fernsehfilm)
- 2019: Curiosity killed the Cat (Kurzfilm)
- 2019: Rote Rosen (Fernsehserie)
- 2019: Die Neue Zeit (Fernsehserie)

## Synchronrollen (Auswahl)
- 2019: Ich habe meinen Körper verloren (Animationsfilm)
- 2019: Neon Genesis Evangelion (2. Synchronfassung, Netflix)